# Hrabstwo Bomi
Hrabstwo Bomi – hrabstwo w zachodniej części Liberii, na Atlantykiem. Stolicą hrabstwa jest Tubmanburg. Według spisu ludności z 2008 roku liczy sobie 84 036 mieszkańców, co czyni je jedenastym, pod względem zaludnienia, hrabstwem w kraju.

## Dystrykty
Hrabstwo dzieli się na cztery dystrykty:
- dystrykt Dewoin
- dystrykt Klay
- dystrykt Mecca
- dystrykt Senjeh